# Hans-Jürgen Grund
Hans-Jürgen Grund (* 22. Juli 1954) ist ein ehemaliger deutscher Handballspieler und heutiger -trainer. Der Rechtsaußen spielte für die drei ostwestfälischen Vereine TSV Grün-Weiß Dankersen, TuS Nettelstedt und TBV Lemgo in der Bundesliga. Vereinzelt wurde er auch auf der Position des mittleren Rückraumspielers eingesetzt.

## Laufbahn
Grund kam vom TSV Rüningen 1974 zum Bundesligisten TSV Grün-Weiß Dankersen. Nach zwei Vize-Meisterschaften feierte er mit dem Verein 1977 den Gewinn der Deutschen Meisterschaft. Mit Dankersen gewann er außerdem dreimal den DHB-Pokal. 1979 wechselte er zum großen Rivalen TuS Nettelstedt, mit dem er seinen insgesamt vierten Pokalerfolg feiern konnte. Nachdem Grund mit Dankersen im Europapokal der Pokalsieger 1976 noch knapp in einem dramatischen Finale gegen BM Granollers gescheitert war, gelang ihm mit Nettelstedt 1981 der Triumph gegen den SC Empor Rostock. 1982 wechselte er erneut innerhalb Ostwestfalens zum Zweitligisten TBV Lemgo, mit dem er ein Jahr später in die Bundesliga aufstieg. Nach einer weiteren Saison übernahm er das Amt des Spielertrainers beim Kreisligisten TuSpo Meißen. In der Folgezeit trainierte er weiterhin im Amateurbereich (u. a. die zweite Mannschaft vom TSV GWD Minden) und war in der Saison 1988/89 kurzzeitig Co-Trainer beim TBV Lemgo. Mit der A-Jugend vom TSV Rothenuffeln wurde er im gleichen Spieljahr Vize-Westfalenmeister. Zuletzt war er in vielen Bereichen für die HSG Fuhlen-Hessisch Oldendorf tätig.
Grund war zunächst Jugend-Nationalspieler und debütierte am 8. November 1976 beim Auswärtsspiel gegen Schweden in Borås für die deutsche Nationalmannschaft. Insgesamt absolvierte er sechs Länderspiele.

## Erfolge
- Deutscher Meister (1): 1977
  - Deutscher Vizemeister (2): 1975, 1976
- DHB-Pokal-Sieger (4): 1975, 1976, 1979, 1981
  - Vize-DHB-Pokal-Sieger (1): 1980
- Europapokalsieger der Pokalsieger (1): 1981
  - Vize-Europapokalsieger der Pokalsieger (1): 1976
- Aufstieg in die Bundesliga (1): 1983